# Yulia Kozik
Yulia Sergeyevina Kozik (russo:  Юлия Сергеевна Козик; IPA: [ˈjʉlʲɪɪ̯ə ˈkozʲɪk]; 17 de fevereiro de 1997) é uma jogadora russa de basquete profissional que atualmente joga pelo Dynamo Kursk da Premier League Russa.
Ela conquistou a medalha de prata nos Jogos Olímpicos de Verão de 2020 na disputa 3x3 feminino com a equipe do Comitê Olímpico Russo, ao lado de Evgeniia Frolkina, Olga Frolkina e Anastasia Logunova.